# Tanah Datar
Tanah Datar là một huyện (kabupaten) thuộc tỉnh Tây Sumatra, Indonesia. Huyện lỵ đóng ở Batusangkar. Thị xã Padang Panjang nằm trong huyện này nhưng lại là một đô thị (kota otonom) riêng.
Huyện có diện tích km2, sân số theo điều tra năm 2000 là 334.000 người
Huyện có cung điện Pagaruyung (Istano Pagaruyuang) với bảo tàng.

## Các đơn vị hành chính
Huyện gồm có 14 phó huyện hành chính (kecamatan) sau:
Batipuh, Batipuh Selatan, X Koto, V Kaum, Lintau Buo Utara, Lintau Buo, Padang Ganting, Pariangan, Rambatan, Salimpaung, Sungai Tarab, Sungayang, Tanjung Emas, Tanjung Baru